# Windows Phone Store

Logo Windows Phone Store (2011-2015)

Windows Phone Store, wcześniej Windows Phone Marketplace – był sklepem internetowym z aplikacjami, opracowanym przez korporację Microsoft dla systemu Windows Phone, umożliwiającym użytkownikom instalowanie różnych aplikacji na swoim urządzeniu. Po raz pierwszy uruchomiono go z systemem Windows Phone 7 w październiku 2010 r. Wraz z wprowadzeniem systemu Windows Phone 7.5 firma Microsoft zaprezentowała internetowy Marketplace, który oferował bezprzewodową instalację aplikacji. W sierpniu 2012 r. firma Microsoft zmieniła nazwę Windows Phone Marketplace na Windows Phone Store. W 2015 roku Microsoft ogłosił, że Windows Phone Store zostanie usunięty i zastąpiony przez Windows Store, który będzie działał jako ujednolicony sklep dla wszystkich urządzeń z systemem Windows. Proces ten został uzupełniony przez witrynę Apps on Windows, rozwiązanie tymczasowe w trakcie trwania procesu ujednolicania Windows Store.

## Cechy Windows Phone Store
Aplikacje podzielone są na 61 kategorii, każdy program jest opisany, można go ocenić i przeczytać komentarze innych użytkowników. Większość aplikacji przed zakupem można pobrać w wersji testowej lub demonstracyjnej. Dostępnych jest ponad 200 tysięcy aplikacji do pobrania oraz każdego dnia trafia do kolekcji ok. 500 nowych.
- Windows Phone Store jest podzielony na kategorie, rozpoczynając od tych, które zapewnia operator telefonii komórkowej. Taki podział pozwala zawęzić obszar wyszukiwania oraz znaleźć informacje na interesujące rzeczy.
- Aplikację lub grę, można wypróbować przed zakupem pobierając wersję próbną, która jest darmowa. Uwaga: Nie każdy twórca udostępnia tę opcję.
- Wyświetla stan pobranych aplikacji oraz informuje o dostępnych aktualizacjach elementów w kolekcji.
- Pozwala wyszukiwać aplikację lub grę po nazwie.
- Jest możliwy dostęp do Windows Phone Store z komputera poprzez oprogramowanie Zune. Jest to sklep internetowy, gdzie można uzyskać aplikacje, gry, muzyka, filmy, podcasty i wiele innych.
- W Windows Phone Store istnieje możliwość pobrania gier 3D z integracją łączności i funkcjonalności Xbox Live.

Nie we wszystkich krajach jest dostępny Windows Phone Store. W Polsce pojawił się 22 września 2011 r.

## Pobieranie aplikacji

### Wymagania wstępne
- Zalogowanie się do telefonu za pomocą identyfikatora Windows Live ID w celu odblokowania usług Windows Live, Zune i Xbox LIVE.
- Zainstalowanie oprogramowanie Zune do synchronizacji aplikacji i gier między komputerem a telefonem.
- Zaktualizowanie telefonu do najnowszej wersji oprogramowania

### Pobranie aplikacji przez telefon
- Wybrać Marketplace w menu Start.
- Wybrać kategorie Apps.
- Wybrać interesującą aplikację. W pivocie umieszczone są różne kategorie między innymi – darmowe, ostatnie, najpopularniejsze.
- Wybór wersji (próbna lub pełna) oraz potwierdzenie zamówienia.
- Przy opcji kupna pełnej wersji wyświetli się rodzaj płatności.

Jest możliwość pobrania aplikacji przez komputer przy użyciu witryny WindowsPhone.com, początkowo taką opcję udostępniało oprogramowanie Microsoft Zune, jednak została ona wycofana i zastąpiona przez witrynę internetową.

## Programowanie
Programiści chcący zamieścić aplikację w Windows Phone Store muszą zarejestrować się na stronie internetowej Windows Phone Dev Center i opłacić roczny abonament w wysokości ok. 99 dolarów (z opłaty zwolnieni są uczestnicy programu studenckiego DreamSpark), która pozwoli na zamieszczenie ograniczonej liczby płatnych aplikacji w serwisie. Przed wydaniem program jest sprawdzany pod kątem zawartości. Zabronione jest zamieszczanie treści pornograficznych - nagość i przemoc muszą zostać ocenzurowane.

## Fuzja ze Sklepem Windows
W drugim kwartale 2015 r. firma Microsoft uruchomiła system Windows 10 Mobile, jednocześnie Windows Phone Store został połączony ze sklepem Windows Store.